# 학생 부부
"학생 부부"는 한국에서 제작된 김수용 감독의 1964년 영화이다. 강신성일 등이 주연으로 출연하였고 윤종욱 등이 제작에 참여하였다.

## 출연

### 주연
- 강신성일
- 엄앵란
- 김승호
- 황정순

## 기타
- 원작자: 유호
- 조명: 손영철
- 미술: 원제래